# Allemond
Allemond település Franciaországban, Isère megyében. Lakosainak száma 955 fő (2022. január 1.). Allemond Saint-Sorlin-d’Arves, Vaujany, Le Bourg-d’Oisans, Laval-en-Belledonne, Livet-et-Gavet, Oz, Revel, Sainte-Agnès és Le Haut-Bréda községekkel határos.

## Népesség
A település népességének változása:
| Lakosok száma | 514  | 958  | 600  | 854  | 999  | 1006 | 971  | 946  | 942  | 955  |
|               | 1968 | 1982 | 1990 | 2006 | 2013 | 2015 | 2017 | 2019 | 2020 | 2022 |